# Diego Hypólito
Diego Matias Hypólito, född 19 juni 1986 i  Santo André, São Paulo, är en brasiliansk gymnast. Åren 2005 och 2007 blev han världsmästare i fristående. Han är den första gymnasten både från Brasilien och från Sydamerika som tar en medalj vid världsmästerskapet i gymnastik.